# Grégory Baugé
Grégory Baugé (ur. 31 stycznia 1985 w Maisons-Laffitte) – francuski kolarz torowy, trzykrotny medalista olimpijski, wielokrotny medalista mistrzostw świata oraz wicemistrz Europy.

## Kariera
Specjalizuje się w sprincie. Startował w igrzyskach olimpijskich w 2008 w Pekinie, zdobywając razem z Kevinem Sireau i Arnaudem Tournantem srebrny medal w drużynowym wyścigu w tej konkurencji i siódme miejsce w keirinie. Czterokrotnie drużynowy (2007–2011) i dwukrotnie indywidualny (2009, 2011) mistrz świata w sprincie.
W styczniu 2012 został zdyskwalifikowany na rok za opuszczenie testu dopingowego oraz pozbawiony medali z mistrzostw świata w Apeldoorn.